# 집단 스토킹
집단 스토킹(영어: gang stalking, group-stalking)은 자신이 대규모의 사람들에게서 추적, 스토킹, 괴롭힘 피해를 입고 있다고 주장하는 피해망상적 신념을 통틀어 가리키는 말이다. 일부 국가에서는 유사한 생각을 하는 개인들이 모여 피해자 모임(targeted individual (T.I.)) 등 가상 공동체를 만들어 운영하기도 한다. 2016년 뉴욕 타임즈는 1만 명 이상의 사람들이 온라인에 커뮤니티를 구성하여 근거 없는 "마인드 컨트롤 무기"의 공격과 "집단 스토커"로부터 피해를 호소하는 모임에 참여하고 있음을 보도하였다.
심리학계에서는 이들의 주장을 근거 없는 신념 체계로 보고 있다. 2015년 호주와 영국의 연구진이 집단에 의한 스토킹 피해 호소자 128명과 특정 개인에 의한 스토킹 피해 호소자 128명을 비교 연구한 결과 집단 스토킹 호소자 중 128명 전원의 주장이 망상으로 판명되어 단 5명만이 망상으로 판명된 개인 스토킹 호소자 집단과 크게 대비되었다고 보고되었다.

## 같이 보기
- 사이버스토킹
- 대중감시
- 정신증